# Omero Tognon
Omero Tognon (3. březen 1924 Padova, Italské království – 23. srpen 1990 Pordenone, Itálie) byl italský fotbalový záložník a trenér.
Celou svou hráčskou kariéru s výjimkou posledních dvou sezon v regionální lize u Pordenone strávil v Miláně. Získal dva tituly (1950/51, 1954/55), i když u druhého kvůli zranění neodehrál žádné utkání. Za rossoneri odehrál 335 utkání a vstřelil dvě branky.
Za reprezentaci odehrál 14 utkání. Zúčastnil se MS 1950 a MS 1954.

## Hráčská statistika
| Sezóna             | Klub               | Liga               | Liga   | Liga | Ligové poháry | Ligové poháry | Ligové poháry | Kontinentální poháry | Kontinentální poháry | Kontinentální poháry | Celkem | Celkem |
| Sezóna             | Klub               | Soutěž             | Zápasy | Góly | Soutěž        | Zápasy        | Góly          | Soutěž               | Zápasy               | Góly                 | Zápasy | Góly   |
| ------------------ | ------------------ | ------------------ | ------ | ---- | ------------- | ------------- | ------------- | -------------------- | -------------------- | -------------------- | ------ | ------ |
| 1945/46            | Milán              | 1. divize          | 41     | 0    | -             | 0             | 0             | -                    | 0                    | 0                    | 41     | 0      |
| 1946/47            | Milán              | Serie A            | 38     | 1    | -             | 0             | 0             | -                    | 0                    | 0                    | 38     | 1      |
| 1947/48            | Milán              | Serie A            | 36     | 0    | -             | 0             | 0             | -                    | 0                    | 0                    | 36     | 0      |
| 1948/49            | Milán              | Serie A            | 38     | 0    | -             | 0             | 0             | -                    | 0                    | 0                    | 38     | 0      |
| 1949/50            | Milán              | Serie A            | 38     | 0    | -             | 0             | 0             | -                    | 0                    | 0                    | 38     | 0      |
| 1950/51            | Milán              | Serie A            | 38     | 0    | -             | 0             | 0             | -                    | 0                    | 0                    | 38     | 0      |
| 1951/52            | Milán              | Serie A            | 37     | 1    | -             | 0             | 0             | -                    | 0                    | 0                    | 37     | 1      |
| 1952/53            | Milán              | Serie A            | 27     | 0    | -             | 0             | 0             | -                    | 0                    | 0                    | 27     | 0      |
| 1953/54            | Milán              | Serie A            | 34     | 0    | -             | 0             | 0             | -                    | 0                    | 0                    | 34     | 0      |
| 1954/55            | Milán              | Serie A            | 0      | 0    | -             | 0             | 0             | -                    | 0                    | 0                    | 0      | 0      |
| 1955/56            | Milán              | Serie A            | 8      | 0    | -             | 0             | 0             | -                    | 0                    | 0                    | 8      | 0      |
| Celkem za AC Milán | Celkem za AC Milán | Celkem za AC Milán | 335    | 2    | -             | 0             | 0             | -                    | 0                    | 0                    | 335    | 2      |

## Hráčské úspěchy

### Klubové
- 2× vítěz italské ligy (1950/51, 1954/55)

### Reprezentační
- 2x na MS (1950, 1954)
- 1x na MP (1948–1953)